# Horizont: Egy amerikai eposz
A Horizont: Egy amerikai eposz (eredeti cím: Horizon: An American Saga – Chapter 1) 2024-es amerikai westernfilm, amelyet Kevin Costner rendezett. A forgatókönyvet Jon Baird, Kevin Costner és Mark Kasdan története alapján Jon Baird és Kevin Costner írta. A főbb szerepekben Costner, Sienna Miller, Sam Worthington, Giovanni Ribisi, Jena Malone, Abbey Lee, Michael Rooker, Danny Huston, Luke Wilson, Isabelle Fuhrman, Jeff Fahey, Will Patton, Tatanka Means, Owen Crow Shoe, Ella Hunt és Jamie Campbell Bower látható.
A filmet 2024. május 19-én mutatták be a 77. Cannes-i fesztiválon, Amerikában pedig 2024. június 28-án került a mozikba. Magyarországon egy nappal hamarabb, június 27-én jelent meg a Vertigo Média Kft. forgalmazásában. Általánosságban vegyes véleményeket kapott a kritikusoktól, és világszerte 31 millió dolláros bevételt ért el. A folytatás a 2. fejezettel folytatódik, amely a tervek szerint egy meg nem határozott időpontban jelenik meg; A 3. fejezet forgatása 2024 májusában kezdődött, a 4. fejezet pedig fejlesztés alatt áll.

## Cselekmény
1859-ben a San Pedro-völgyben egy földmérőkből álló csoport kijelölte a készülő határváró, Horizon határait. Nem sokkal később Desmarais misszionárius felkeresi Horizontot, és egy nyugati apacs háborús banda kezétől halva találja a földmérő csapatot. Eltemeti a holttesteket, és megalapítja Horizon városát.
Négy évvel később a virágzó Horizontot egy Pionsenay által vezetett apacs razzia támadja meg, és több lakost, köztük Frances Kittredge férjét és fiát is megöli. A helyi fiú, Russell elmenekül, hogy riadóztassa a hadsereget a közeli Gallant-táborban. A hadsereg Gephardt főhadnagy és Riordan törzsőrmester vezetésével segít a halottak eltemetésében és a város helyreállításában. Frances és lánya, Elizabeth a hadsereggel együtt a Gallant-táborban keres menedéket, míg Russell csatlakozik a túlélő Elias Janney és Tracker skalpvadász vezette csapathoz, hogy az apacsok nyomába eredjenek. Gephardt figyelmezteti az osztagot a skalpvadászat nyereségvágyától vezérelt, az őslakosok elleni válogatás nélküli megtorlásra. Frances és Elizabeth alkalmazkodik a Gallant-táborban zajló élethez. Gephardtnak az őslakosok földjeivel kapcsolatos be nem avatkozó erkölcsi kódexe összeütközésbe kerül a parancsnokának a manifeszt végzet elkerülhetetlenségéről szóló ideológiájával. Elizabeth összebarátkozik a hadsereg több katonájával, és megszakad a szíve, amikor visszahívják őket keletre, hogy harcoljanak a polgárháborúban. Frances és Gephardt között románc kezdődik.
Pionsenay vitatkozik törzsfőnökével, Tuayeseh-vel a telepesek elleni rajtaütések miatt. Pionsenay úgy véli, a telepesek kiszorítják és háborúba sodorják őket más törzsek ellen, míg Tuayeseh az együttélésben hisz, és megtorlást fontolgat Pionsenay akcióiért. Pionsenay és harcosai, köztük Tuayeseh egyik fia, önként elhagyják a törzset, hogy folytassák a telepesek elleni háborút.
Montana területén Lucy lelövi James Sykest, és fiatal fiával, Sammel délre, Wyomingba menekül. Mivel Sykes megsebesült, a család matriarchája, Mrs. Sykes utasítja fiait, hogy menjenek és kapják el Lucy-t. Ellen Harvey néven élve Lucy feleségül megy Walter Childs üzletemberhez, és együtt él Marigolddal, egy prostituálttal, aki önállóan dolgozik. Marigold ajánlatot tesz a lókereskedő és vásárló Hayes Ellisonnak, mielőtt hazatérne, hogy gondoskodjon Samről, míg Walter és Lucy elindul Walter egyik földeladására. Walter és Lucy rájön, hogy a földvásárlók a Sykes fivérek, Caleb és Junior. Waltert véletlenül megöli Caleb, miközben a férfiak elrabolják Lucyt. Junior, a legidősebb testvér elküldi Calebet, hogy keresse meg Samet a városban, ahol találkozik Hayes-szel. Mindketten Lucy házához mennek, ahol Hayes egy lövöldözés során megöli Calebet, amikor rájön, hogy Caleb meg akarja ölni Marigoldot. Hayes elmenekül a városból, Marigold pedig arra kéri, hogy vigye el őt és Samet. Marigold egy vasúti munkatáborban telepszik le, és elhagyja Samet és Hayest egy vándor szerencsejátékosért, aki biztonságot nyújtó életet kínál neki. A gyermeket egy kínai munkáscsalád gondjaira bízza.
A Matthew Van Weyden vezette szekérvonat a Santa Fe ösvényen halad a Horizon felé. A csapatban ott van a nagyképű brit Juliette és Hugh, valamint Frances néhai férjének kiterjedt családja. Útjuk során egy pawnee-i felderítőpáros figyeli őket, ami arra készteti őket, hogy lelassítsák haladásukat, és felkészüljenek a védekezésre. Amikor Juliette rajtakap két férfit, amint az ivóvízben fürdés közben leselkedik utána, Van Weydennek el kell őket űznie.
Elias és Russell csapata egy kereskedőházban találkozik egy bennszülött férfival, akit megpróbálnak megfélemlíteni, de Janney és a kereskedő deeszkalálja a helyzetet, nehogy vérfürdővé fajuljon. Mivel Pionsenay bandájának felkutatása nem jár eredménnyel, a csoport úgy dönt, hogy minden indiánt megtatál. Tudomást szereznek egy közeli Tonto apacs faluról, és megvárják, amíg a falu vadászcsapata távozik, mielőtt Russell csapata lemészárolják és megskalpolják a törzs asszonyait, gyermekeit és időseit. Az osztag ellovagol, és távozik, mielőtt a vadászok visszatérhetnének, hogy bosszút álljanak.

## Szereplők
| Szerep             | Színész              | Magyar hang         |
| ------------------ | -------------------- | ------------------- |
| Hayes              | Kevin Costner        | Kovács István       |
| Frances            | Sienna Miller        | Bognár Anna         |
| Gephart            | Sam Worthington      | Széles Tamás        |
| H. Silas Pickering | Giovanni Ribisi      |                     |
| Riordan            | Michael Rooker       | Gyabronka József    |
| Houghton           | Danny Huston         | Hirtling István     |
| Ellen              | Jena Malone          | Bogdányi Titanilla  |
| Walt               | Michael Angarano     | Hamvas Dániel       |
| Marigold           | Abbey Lee            | Nemes Takách Kata   |
| Caleb              | Jamie Campbell Bower | Horváth Illés       |
| Junior             | Jon Beavers          | Makranczi Zalán     |
| Pionsenay          | Owen Crow Shoe       |                     |
| Taklishim          | Tatanka Means        |                     |
| Weyden             | Luke Wilson          | Crespo Rodrigo      |
| Juliette           | Ella Hunt            | Mikecz Estilla      |
| Hugh               | Tom Payne            | Szatory Dávid       |
| Elizabeth          | Georgia MacPhail     | Hegedűs Johanna     |
| Owen               | Will Patton          | Rosta Sándor        |
| Diamond            | Isabelle Fuhrman     | Nagy Edit           |
| Nyomkereső         | Jeff Fahey           | Borbiczki Ferenc    |
| Tuayaseh           | Gregory Cruz         | Petridisz Hrisztosz |
| Janney             | Scott Haze           | Dévai Balázs        |
| Desmarais          | Angus Macfadyen      | Törköly Levente     |
| Russell            | Etienne Kellici      | Kovács András Bátor |
| James Sykes        | Charles Halford      | Sótonyi Gábor       |
| Mrs. Sykes         | Dale Dickey          | Réti Szilvia        |
| Liluye             | Wasé Chief           |                     |
| Mrs. Riordan       | Elizabeth Dennehy    | Rátonyi Hajni       |
| Nathaniel          | Hayes Costner        | Peregovits Dániel   |
| Chavez             | Alejandro Edda       | Hegedűs Miklós      |
| James              | Tim Guinee           | Király Adrián       |
| Chisholm           | Colin Cunningham     | Fehérváry Márton    |
| Naughton           | James Russo          | Koncz István        |
| Sig                | Douglas Smith        | Csiby Gergely       |
| Landry             | Larry Bagby          | Bácskai János       |
| Epps               | Dalton Baker         | Baráth István       |
| Ecklund            | Chase Ramsey         | Berkes Bence        |
| Martha Kittredge   | Naomi Winders        | Boldizsár Tünde     |
| Virgil             | Austin Archer        |                     |

### Magyar változat
- Főcím: Galambos Péter
- Magyar szöveg: Kis János
- Hangmérnök: Halas Péter
- Vágó: Wünsch Attila
- Gyártásvezető: Vigvári Ágnes
- Szinkronrendező: Szalay Csongor
- Produkciós vezető: Jávor Barbara

A szinkront a Direct Dub Studios készítette.

## A film készítése
Kevin Costner először 1988-ban kapott megbízást a Horizon című filmre, majd a 2003-ban bemutatott Fegyvertársak című filmje után a Walt Disney Pictures megkereste a projekttel. 2022 januárjában jelentették be, hogy Costner a főszereplés mellett rendezője és producere is lesz a filmnek. A szereplőválogatás februárban kezdődött. Áprilisban a Warner Bros. Pictures és a New Line Cinema csatlakozott a produkció forgalmazásához. Egy júniusi interjúban Costner azt nyilatkozta, hogy négy filmet tervez készíteni az előzményekből, és több mint 170 beszélő szereplőt keres.
Augusztusban Sienna Miller, Sam Worthington, Jamie Campbell Bower, Luke Wilson, Thomas Haden Church, Jena Malone, Alejandro Edda, Tatanka Means és Michael Rooker kapott szerepet a filmben. Isabelle Fuhrman, Ella Hunt, Jeff Fahey és Tom Payne is szerepel a szeptember folyamán bejelentett számos szereposztási bejelentések között. Októberben Will Patton, Owen Crow Shoe és Danny Huston is csatlakozott a stábhoz.
Az első rész forgatása 2022. augusztus 29-én kezdődött Utah állam déli részén, és novemberben fejeződött be. A második rész forgatása 2023 májusában kezdődött, majd az év nyarán fejeződött be.

## Bemutató
Egy 2023. májusi interjúban Costner kifejezte reményeit, hogy az első film 2023 őszére bemutatásra kerül. Októberben bejelentették, hogy a film két részből fog állni: az első fejezet 2024. június 28-án, a második fejezet pedig 2024. augusztus 16-án jelenik meg. Még abban a hónapban közölték, hogy a K5 International, a K5 Media Group nemrégiben újraindított nemzetközi értékesítési részlege fogja a film nemzetközi eladásait lebonyolítani az Amerikai Filmpiacon. 2024 áprilisában bejelentették, hogy az első rész premierje 2024. május 19-én, versenyen kívül lesz a cannes-i fesztiválon, ahol kilenc perces álló ovációban részesült a Grand Théâtre Lumière-ben.